# Miloš Dvořák
Miloš Dvořák (9. září 1901, Jasenice – 26. července 1971, Náměšť nad Oslavou) byl český literární teoretik a esejista katolické orientace.

## Život
Narodil se v rodině vesnického učitele. V roce 1920 odmaturoval na gymnáziu v Třebíči a poté vystudoval češtinu a francouzštinu na Filozofické fakultě Univerzity Karlovy. Absolvoval v roce 1931. Živil se poté jako učitel, učil nejprve na gymnáziu v Nitře (1931–1933) a od roku 1933 v Třebíči, kde působil až do odchodu do invalidního důchodu v roce 1958. V letech 1936–1940 spoluredigoval katolický literární časopis Akord. Krom toho své texty publikoval v řadě dalších tiskovin, včetně Lidových novin, po roce 1948 například v Lidové demokracii.
Na gymnáziu byli jeho spolužáky Vítězslav Nezval a Bedřich Fučík. S Fučíkem, s nímž ho pojila katolická orientace, poté spoluredigoval studentský časopis Svítání, kde také v roce 1919 publikoval svůj první esej nazvaný O básnické tvorbě. Na studiích v Praze pak navázal blízká přátelství s dalšími katolickými autory, zejména s Jakubem Demlem a Otokarem Březinou. Patřil poté nejen do jejich intelektuálního okruhu, ale jejich dílu věnoval i své literárněvědné práce. Některé Demlovy práce v 60. letech Dvořák uspořádal. Kromě Březiny a Demla se jeho eseje věnovaly také osobnosti Vladimíra Holana, Jana Zahradníčka a nové básnické tvorbě vůbec. Dvořákova měřítka umělecké kvality díla byla ovlivněna personalismem Gabriela Marcela či Maxe Picarda a ovšem také Františkem Xaverem Šaldou. V básni hledal Dvořák vždy zprávu o duchovních dějinách člověka ("znamení času"). Oponoval levicové avantgardě. Za jeho života vyšla jen jedna kniha jeho esejů (1928), většina ostatních textů se knižního vydání dočkala až po roce 1989, většinou díky editorské práci Ladislava Soldána.
Okrajově se Dvořák sám věnoval psaní básní, jeho poezie bývá označována za silně ovlivněnou vzorem Jana Zahradníčka, vyšla až posmrtně roku 1991 pod názvem Symfonie XX. století. Rovněž překládal z francouzštiny (André Maurois, Paul Claudel).
V roce 1969 byl oceněn při příležitosti setkání ke 40 letům od smrti Otokara Březiny, kdy obdržel pamětní medaili ke 100. výročí narození Otokara Březiny.

### Eseje a kritiky
- Tradice díla Otokara Březiny (1928)
- Proč věřím (1993)
- Několik znamení času. Pět literárních studií (1993)
- Miloš Dvořák. Literární historik, kritik a básník (2005)
- O katolictví v české literatuře 20. století (2007)
- O Jakubu Demlovi (2007)
- Miloš Dvořák o Otokaru Březinovi (2007)
- Inflace slova v našem věku. Texty z let 1945–1969 (2009)
- Svítání kritikovo. Texty z let 1919–1944 (2017)

### Básně
- Symfonie XX. století (1991)

### Memoáry
- Doma v Jasenici (2006)